# Franco Bertinetti
Franco Bertinetti (* 14. Juli 1923 in Vercelli; † 6. März 1995 in Marseille) war ein italienischer Degenfechter.

## Erfolge
Franco Bertinetti wurde fünfmal mit der Mannschaft Weltmeister: 1953 in Brüssel, 1954 in Luxemburg, 1955 in Rom, 1957 in Paris und 1958 in Philadelphia. Im Einzel sicherte er sich 1955 Silber sowie 1954 und 1957 Bronze. Zweimal nahm er an Olympischen Spielen teil: bei den Olympischen Spielen 1952 in Helsinki erreichte er mit der Mannschaft die Finalrunde, die Italien ohne Niederlage auf dem ersten Platz beendete. Gemeinsam mit Roberto Battaglia, Giuseppe Delfino, Dario Mangiarotti, Edoardo Mangiarotti und Carlo Pavesi wurde Bertinetti somit Olympiasieger. Auch vier Jahre darauf zog er mit der französischen Equipe in die Finalrunde ein, die erneut ungeschlagen auf dem ersten Rang beendet wurde. Neben Bertinetti gehörten Giorgio Anglesio, Giuseppe Delfino, Edoardo Mangiarotti, Carlo Pavesi und Alberto Pellegrino zur Mannschaft.
Sein Vater Marcello Bertinetti wurde ebenfalls zweifacher Olympiasieger im Fechten, sein gleichnamiger Sohn Marcello Bertinetti nahm 1972 an den Olympischen Spielen im Fechten teil.